# Mayonnaise
Pour les articles homonymes, voir Mayonnaise (homonymie).

Les ingrédients possibles d'une mayonnaise.

La mayonnaise est une sauce froide à base d'huile émulsionnée dans un mélange de jaune d'œuf et de vinaigre ou de jus de citron. L'ajout de moutarde en fait une rémoulade, qui en est un ancêtre. Cependant, à l'usage, le terme « mayonnaise » a remplacé le terme « rémoulade », même quand la mayonnaise est préparée à base de moutarde. La première recette similaire à la recette moderne a été publiée par Marie-Antoine Carême.

## Hypothèse des différentes origines et étymologies

### Origine de la sauce
La sauce mayonnaise pourrait tirer son origine de la rémoulade ancienne. Une autre hypothèse la ferait dériver de l'aïoli. Enfin, le procédé d'émulsion au jaune d'œuf était connu de longue date des pharmaciens, qui l'utilisaient pour préparer pommades et onguents.

La sauce rémoulade était connue depuis longtemps et il en existait des versions chaudes ou froides : dans les deux cas, la base en était de l'huile, du vinaigre, du sel, des herbes, souvent encore d'autres ingrédients comme des câpres ou des anchois, puis de la moutarde; Elle était donc une vinaigrette enrichie[Selon qui ?].

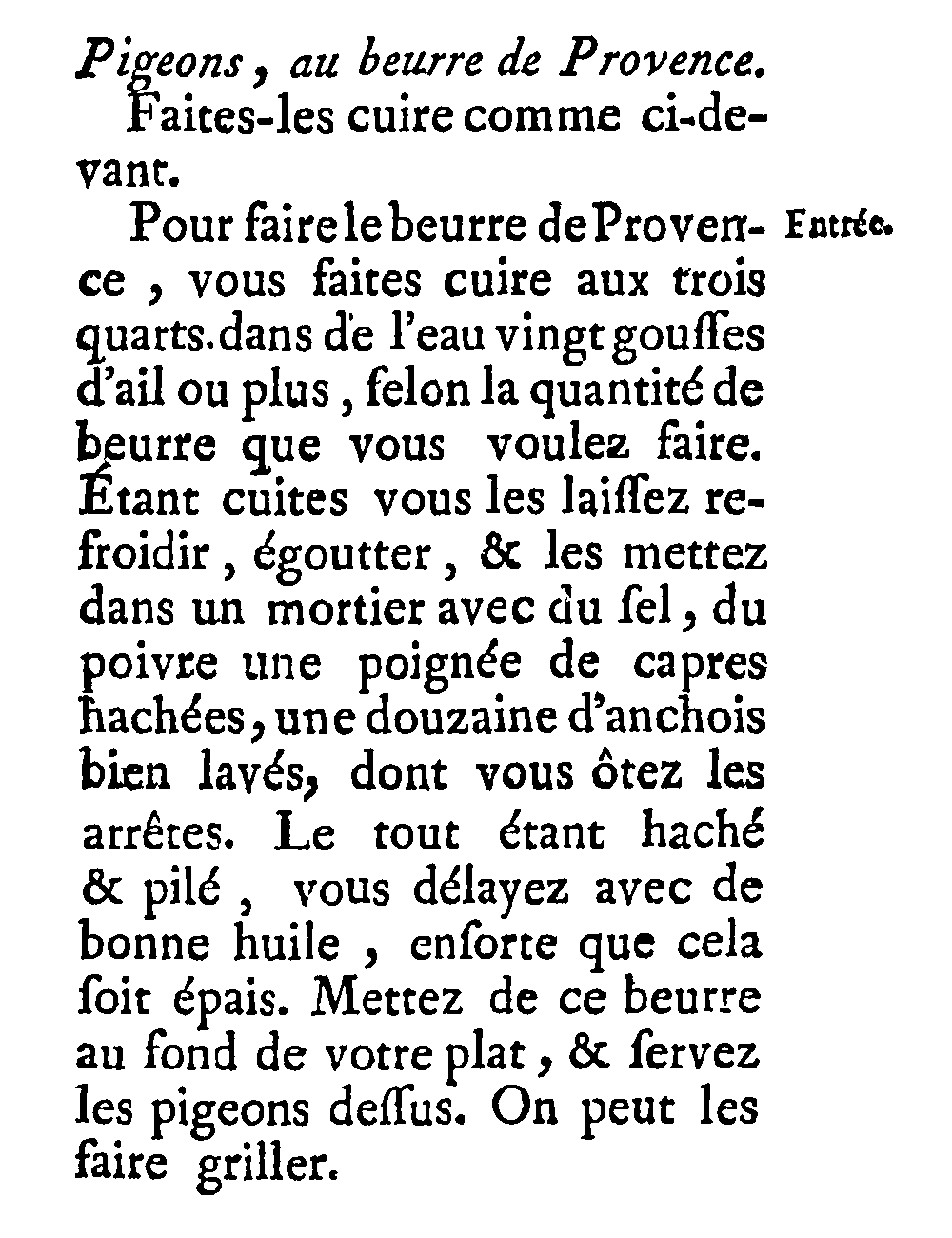
Recette des pigeons au beurre de Provence (François Marin, 1758).

Au XVIIIe siècle, Vincent La Chapelle eut l'idée d'y incorporer du « velouté », à base de roux, pour la lier. En 1742, François Marin publie dans la Suite des Dons de Comus une recette appelée « beurre de Provence » qui contient des gousses d'ail cuites dans l'eau, écrasées avec du sel, du poivre, des câpres et des anchois, puis mélangées avec de l'huile. Cette recette est aussi plus proche de l'aïoli, le jaune d'œuf apparaîtra plus tard.
En 1806, André Viard, dans Le Cuisinier impérial, transforme cette recette de la rémoulade en remplaçant le roux par du jaune d'œuf. Dans une autre recette, une rémoulade indienne, sans moutarde, il précise que la liaison est facilitée en incorporant l'huile peu à peu. Il s'agirait de la première mention moderne d'une sauce émulsionnée stable froide. Dans le même livre, il propose aussi une sauce dite mayonnaise (première attestation répertoriée du nom) qui n'est pas une émulsion, mais une sauce froide liée au velouté et à la gelée.
En 1815, Antonin Carême donne trace d'une « magnonaise » froide émulsionnée au jaune d'œuf.

### Étymologie
Pour le nom, il semble apparaître pour la première fois en 1806. Les hypothèses invoquées au fil du temps quant à son origine ont été fort nombreuses, contradictoires, et d'autant plus difficiles à démêler que leurs auteurs étaient prestigieux.
Selon Littré, il pourrait venir de Port Mahon, capitale de Minorque, dans les îles Baléares (Espagne), occupée par le Royaume-Uni puis conquise par le maréchal de Richelieu en 1756. Selon la légende, son cuisinier lui aurait présenté cette sauce, baptisée la « mahonnaise », fabriquée avec les deux seuls ingrédients dont il disposait : œuf et huile. D'autres avancent que le nom a été donné en hommage à la victoire de la France lors de la bataille de Minorque, la sauce ayant été inventée à la même époque.
Selon certains auteurs, un autre élément permettrait de conforter cette origine minorquine. Dans son manuscrit Art de la Cuina, llibre cuina menorquina del s. XVIII, le moine franciscain Francesc Roger (ca) (du Real Monasterio de Santa Clara) mentionne maintes fois une sauce qu'il nomme aioli bo (« bon aïoli »). S'il n'en décrit pas précisément la recette, laissant par là penser qu’elle était connue de chacun dans l'île[Interprétation personnelle ?], la manière dont elle est utilisée, les préparations pour lesquelles elle sert de base et les plats auxquels elle est associée sont le plus souvent inconcevables avec un aïoli et parfaitement cohérents avec une mayonnaise, une sauce froide à l'huile, sans ail, liée au jaune d'œuf, cependant son nom laisse penser que la sauce contenait de l'ail. On trouve dans le premier recueil de cuisine en catalan, le Llibre de Sent Soví (1324), une sauce froide aux herbes, pain, fruits secs, huile et jaune d'œuf, la sauce jurvertque certains comparent à la mayonnaise, sa composition rappelant pourtant plus le pistou ou pesto.
Une autre hypothèse repose, d'après Carême, sur un dérivé de « magnonaise » (du verbe « magner », ou « manier ») ou, d'après Prosper Montagné, de « moyeunaise » (ou « moyennaise »), fondé sur « moyeu(x) » (ou « moyen ») qui signifie « jaune d'œuf », en vieux français. Certains auteurs[Qui ?] proposent de rattacher le mot à l'ancien verbe « mailler », signifiant « battre ».
Joseph Favre affirme quant à lui, dans ses mémoires, que mayonnaise est une altération du mot « magnonnaise », dérivé de Magnon (Lot-et-Garonne), et qu'un cuisinier de Magnon l’aurait vulgarisée d’abord dans le Midi ; il note que cette sauce a été nommée indifféremment mahonnaise, bayonnaise et mayonnaise.
La ville française de Bayonne (sauce « à la bayonnaise ») aurait également pu donner son nom à ce type de sauce, par déformation orthographique ou plutôt phonétique. Cette forme pourrait être confirmée par le fait qu'il n'existe pas de trace écrite de la sauce « à la mayonnaise » avant le début du XIXe siècle, donc longtemps après la prise de la ville de Mahon.

#### Sauce mayennaise
La sauce mayennaise est une variante de la mayonnaise dont une première mention est chez Archambault (1821).

## Préparation
La recette originale de la mayonnaise se compose de jaune d'œuf, de vinaigre, d'huile, de sel et de poivre. On peut y ajouter différents ingrédients pour en relever le goût, comme le citron ou la moutarde. Elle peut être légèrement sucrée, comme en Allemagne et aux Pays-Bas.
Joseph Favre, qui utilise de l’huile d’olive, a donné trois recettes à froid différentes (mayonnaise aux blancs d’œufs, à l’œuf entier, aux jaunes d’œufs) et une à chaud (aux jaunes d’œufs).
La sauce pouvant « tourner » (l'émulsion étant rompue, l'huile surnage), diverses astuces ont été proposées aux cuisiniers ; par exemple, on peut ajouter un soupçon de farine à l’œuf cru.

## Usages
Elle accompagne préférentiellement les préparations froides et constitue un élément indispensable à certains mets, comme la tomate aux crevettes, la salade russe, l’œuf mimosa, le bien nommé œuf mayonnaise, le sandwich au thon ou la pêche au thon.
Elle est également associée aux frites en Belgique et France

### Sauces dérivées, mayonnaises condimentées
Elle sert aussi de sauce mère pour d'autres sauces, du moins dans leurs versions contemporaines, parmi lesquelles selon Yannick Alléno (2014) la sauce cocktail, la sauce tartare, la sauce gribiche, la sauce Vincent, la sauce La Varenne, et selon La cuisine de référence (2015) la sauce andalouse dans sa version froide, la sauce mousquetaire, la sauce verte, l'aïoli, la mayonnaise-collée ou mayonnaise à la gelée (pour les chauds-froids), la sauce Chantilly.
Favre (1905) décrit dans son Dictionnaire des variantes intéressantes qu'il a mises au point et qui sont toujours pratiquées : la mayonnaise à l'œuf entier, la mayonnaise chaude.
Dans la cuisine de Palace classique Escoffier (1928) donne une grande variété de salades liées à la mayonnaise diversement condimentée : mayonnaise relevée de piment et de moutarde dans la salade d'Estrée, de citron et d'estragon haché dans la salade Gobelin, à la crème avec cerfeuil et estragon dans la salade Irma, crème et cayenne dans la salade Mignon, au jaune d'œuf dur et aux noix dans la salade Sylvestre, au coulis d'écrevisse crémé dans la salade Tredern, au corail de homard dans la salade Victoria. En 1928, Ali-Bab donne de nouvelles déclinaisons adaptées à de nombreux plats froids : Mayonnaise à la moutarde, à la pulpe de citron, à la purée d’asperges, à la ravigote, au raifort, aux œufs de homard.

## Aspects physico-chimiques
La mayonnaise doit monter, c'est-à-dire s'émulsifier ; le tout se transforme en une masse onctueuse et homogène. Le principe est le suivant : le jaune d'œuf contient des composés tensioactifs (protéines, phospholipides), qui permettent de réaliser une émulsion de l'huile dans l'eau. L’eau peut donc être remplacée par tout élément qui en contient, par exemple du vinaigre, ou du jus de citron, qui en modifient aussi le goût. Tant que l'eau est en excès, l'ajout d'huile épaissit la mayonnaise, tandis que l'ajout d'eau provoque l'effet inverse.
La sauce mayonnaise est l'exemple le plus courant des fluides antithixotropes ou rhéoépaississants. Ces fluides ont la propriété de devenir de plus en plus visqueux lorsqu'ils sont soumis à un effort. Lorsqu'une mayonnaise « tombe », c'est à cause de l'inversion de l'émulsion (passant de « huile dans eau » à « eau dans huile »). La cause en est, la plupart du temps, un ajout trop rapide de l'huile.
La quantité d'huile incorporée à la mayonnaise est un facteur crucial, avec la taille des gouttelettes, pour augmenter la consistance de l'émulsion. Pour que la mayonnaise tienne, la quantité d'huile de ne doit pas dépasser 17 fois la quantité d'eau (soit un peu plus de 94 %), sans quoi l'eau ne peut plus accueillir les gouttelettes d'huile.
Dans la cuisine industrielle, la mayonnaise est fabriquée par un moulin colloïdal, composé d'un stator fixe et d'un rotor tournant à haute vitesse. Le temps de résidence dans la chambre est relativement court, de l'ordre de quelques secondes ; l'écartement entre le rotor et le stator peut aller de quelques centaines de micromètres à quelques millimètres. L'action du rotor transforme les gouttelettes d'huiles en gouttes plus petites grâce à l'instabilité de Plateau-Rayleigh. Le taux de cisaillement (vitesse linéaire du rotor divisée par la largeur de l'entrefer) peut atteindre des valeurs relativement élevées : 1/10 000eme à 1/100 000eme de secondes.

## Marché de la mayonnaise
En France, il est dominé par Amora, leader avec 32,6 % de parts de marché en 2009, suivi de marques de distributeurs et Bénédicta (filiale de Kraft Heinz) avec respectivement 26,6 % et 21,4 % de parts de marché.
Aux États-Unis, sur un marché de 1,6 milliard €, la concurrence est maintenant exacerbée, avec l'arrivée, en 2013, de Just Mayo (Eat Just anciennement Hampton Creek), sauce mayonnaise végétale à laquelle Unilever (propriétaire d'Amora) reproche de ne pas contenir d'œuf. L'affaire est en cours devant la Cour suprême du New Jersey.
En Russie, la mayonnaise est préparée avec de l'huile de tournesol et de l'huile de soja. Elle est plus consommée que la sauce ketchup.
Il existe aussi un certain nombre de préparations culinaires sur le marché, commercialisées comme mayonnaises végétales, végénaises ou véganaises. Ces sauces évoquent le goût de mayonnaises, mais sans employer d'ingrédients de provenance animale.

## Aspects légaux
En Belgique, un arrêté royal datant de 1955 réglementait le commerce de la mayonnaise ainsi que sa composition. En 2016, le Gouvernement fédéral belge a révisé cet arrêté, réduisant la teneur de la mayonnaise en matières grasses et en œuf pour l'aligner sur la norme européenne.
Depuis 1991, il existe en effet un code européen de la mayonnaise qui doit comporter 70 % minimum de matières grasses totales (soit sensiblement 69 % d’huile végétale et 1 % de lipides de l’oeuf) et 5 % minimum de jaune d’œuf.
Ce code précise également les règles relatives aux autres ingrédients, qu’ils soient obligatoires (vinaigre de fermentation) ou facultatifs (moutarde, sel, sucre…).

## Aspects culturels
Il est fait référence à la mayonnaise dans trois expressions imagées de la langue française :
- « faire monter la mayonnaise », c'est-à-dire donner plus d'importance à une affaire qu'elle n'en a en réalité ;
- « la mayonnaise prend », c'est-à-dire les choses évoluent favorablement[37] ;
- en argot aéronautique militaire, « faire la mayonnaise » signifie agiter le manche à balai[38].

Dans le monde des arts et par analogie, la peinture à l'œuf est parfois dite à la mayonnaise. Cette technique qui consiste à mélanger au niveau macromoléculaire deux substances non miscibles que sont l'eau et l'huile, permet d'obtenir une opacité parfaite. Ce procédé était utilisé par les peintres flamands du début du XVe siècle, notamment par Jan van Eyck à qui cette invention a été attribuée bien qu'elle soit plus ancienne.
En pétrochimie, le terme de mayonnaise désigne « l'émulsion se formant dans un puits entre le pétrole brut et l'eau, la boue ou éventuellement l'acide mort ».
En mécanique, on parle de mayonnaise pour désigner une émulsion imprévue d’huile et d’eau dans un moteur, qui peut-être un des symptômes de la fuite d'un joint de culasse.
Village les Mayons (83340) : Les habitants des Mayons, ou gentilé, sont appelés les Mayonnais et les Mayonnaises.